# Progressione del record mondiale della staffetta 4×400 metri maschile
La voce seguente illustra la progressione del record mondiale della staffetta 4×400 metri maschile di atletica leggera.
Il primo record mondiale maschile venne riconosciuto dalla federazione internazionale di atletica leggera nel 1912, quando venne ratificato il primato della società Irish-American AC realizzato l'anno precedente, mentre il primo record mondiale indoor risale al 1970. Dal 1975 la federazione internazionale ha accettato anche il cronometraggio elettronico per i record nelle distanze fino ai 400 metri e dal 1977 ha richiesto, per l'omologazione dei record, unicamente il cronometraggio elettronico al centesimo di secondo. La staffetta statunitense, vincitrice dei Giochi olimpici di Città del Messico 1968 col tempo di 2'56"16, è stata riconosciuta come prima detentrice del record mondiale con cronometraggio elettronico.
Nel 1998 il record mondiale era stato battuto dalla staffetta statunitense composta da Tyree Washington, Antonio Pettigrew, Jerome Young e Michael Johnson con il tempo di 2'54"20, ma successivamente il primato venne cancellato dalla federazione internazionale, a causa dell'ammissione da parte di Antonio Pettigrew di aver fatto uso dell'ormone della crescita e di EPO tra il 1997 ed il 2003. Ad oggi, la World Athletics ha ratificato ufficialmente 15 record mondiali assoluti e 7 record mondiali indoor di specialità.

## Progressione

### Record assoluti
| Tempo                      | Squadra           | Atleti                                                              | Luogo                      | Data             | Note        |
| -------------------------- | ----------------- | ------------------------------------------------------------------- | -------------------------- | ---------------- | ----------- |
| 3'18"2 m                   | Irish-American AC | Harry Schaaf Mel Sheppard Harry Gissing James Rosenberger           | New York, Stati Uniti      | 4 settembre 1911 | y           |
| 3'16"6 m                   | Stati Uniti       | Mel Sheppard Edward Lindberg Ted Meredith Charles Reidpath          | Stoccolma, Svezia          | 15 luglio 1912   |             |
| 3'16"0 m                   | Stati Uniti       | Commodore Cochran William Stevenson Oliver MacDonald Alan Helffrich | Colombes, Francia          | 13 luglio 1924   |             |
| 3'14"2 m                   | Stati Uniti       | George Baird Emerson Spencer Fred Alderman Ray Barbuti              | Amsterdam, Paesi Bassi     | 5 agosto 1928    |             |
| 3'13"4 m                   | Stati Uniti       | George Baird Morgan Taylor Ray Barbuti Emerson Spencer              | Londra, Regno Unito        | 11 agosto 1928   | y           |
| 3'12"6 m                   | Stanford Indians  | Maynor Shove Alvin Hables Leslie Hables Ben Eastman                 | Fresno, Stati Uniti        | 8 maggio 1931    | y           |
| 3'08"2 m                   | Stati Uniti       | Ivan Fuqua Edgar Ablowich Karl Warner Bill Carr                     | Los Angeles, Stati Uniti   | 7 agosto 1932    |             |
| 3'03"9 m                   | Giamaica          | Arthur Wint Leslie Laing Herb McKenley George Rhoden                | Helsinki, Finlandia        | 27 luglio 1952   | [ 5 ]       |
| 3'02"2 m                   | Stati Uniti       | Jack Yerman Earl Young Glenn Davis Otis Davis                       | Roma, Italia               | 8 settembre 1960 | [ 6 ]       |
| 3'00"7 m                   | Stati Uniti       | Ollan Cassell Mike Larrabee Ulis Williams Henry Carr                | Tokyo, Giappone            | 21 ottobre 1964  |             |
| 2'59"6 m                   | Stati Uniti       | Bob Frey Lee Evans Tommie Smith Theron Lewis                        | Los Angeles, Stati Uniti   | 24 luglio 1966   |             |
| 2'56"1 m                   | Stati Uniti       | Vincent Matthews Ron Freeman Larry James Lee Evans                  | Città del Messico, Messico | 20 ottobre 1968  |             |
| Cronometraggio elettronico |                   |                                                                     |                            |                  |             |
| 2'56"16                    | Stati Uniti       | Vincent Matthews Ron Freeman Larry James Lee Evans                  | Città del Messico, Messico | 20 ottobre 1968  |             |
| 2'56"16                    | Stati Uniti       | Danny Everett Steve Lewis Kevin Robinzine Butch Reynolds            | Seul, Corea del Sud        | 1º ottobre 1988  |             |
| 2'55"74                    | Stati Uniti       | Andrew Valmon Quincy Watts Michael Johnson Steve Lewis              | Barcellona, Spagna         | 8 agosto 1992    |             |
| 2'54"29                    | Stati Uniti       | Andrew Valmon Quincy Watts Butch Reynolds Michael Johnson           | Stoccarda, Germania        | 22 agosto 1993   |             |
| 2'54"20                    | Stati Uniti       | Jerome Young Antonio Pettigrew Tyree Washington Michael Johnson     | Uniondale, Stati Uniti     | 22 luglio 1998   | [ 7 ] [ 2 ] |

### Record indoor
| Tempo    | Squadra          | Atleti                                                            | Luogo                   | Data            | Note |
| -------- | ---------------- | ----------------------------------------------------------------- | ----------------------- | --------------- | ---- |
| 3'05"9 m | Unione Sovietica | Yevgeniy Borisenko Yuriy Zorin Boris Savchuk Aleksandr Bratchikov | Vienna, Austria         | 14 marzo 1970   |      |
| 3'05"21  | Stati Uniti      | Daniel Clarence Chip Jenkins Ken Lowery Mark Rowe                 | Glasgow, Regno Unito    | 10 marzo 1989   |      |
| 3'03"05  | Germania         | Rico Lieder Jens Carlowitz Karsten Just Thomas Schönlebe          | Siviglia, Spagna        | 10 marzo 1991   |      |
| 3'02"83  | Stati Uniti      | Milton Campbell Deon Minor Andre Morris Dameon Johnson            | Maebashi, Giappone      | 7 marzo 1999    |      |
| 3'02"13  | Stati Uniti      | Kyle Clemons David Verburg Kind Butler Calvin Smith               | Sopot, Polonia          | 9 marzo 2014    |      |
| 3'01"77  | Polonia          | Karol Zalewski Rafał Omelko Łukasz Krawczuk Jakub Krzewina        | Birmingham, Regno Unito | 4 marzo 2018    |      |
| 3'01"51  | Houston Cougars  | Amere Lattin Obi Igbokwe Jermaine Holt Kahmari Montgomery         | Clemson, Stati Uniti    | 9 febbraio 2019 |      |